# Троїцьке (Мелітопольський район)
Тро́їцьке — село в Україні, в Мелітопольському районі Запорізької області. Входить до складу Новобогданівської сільської громади. Населення становить 361 осіб.

## Географія
Село Троїцьке знаходиться на правому березі річки Молочна, вище за течією на відстані 3 км розташоване село Старобогданівка, нижче за течією на відстані 3,5 км розташоване село Терпіння, на протилежному березі — села Кам'янське та Прилуківка. Поруч проходить залізниця, зупинний пункт 118 км.

## Населення

### Мова
Розподіл населення за рідною мовою за даними перепису 2001 року:
| Мова       | Кількість | Відсоток |
| ---------- | --------- | -------- |
| російська  | 309       | 85.60%   |
| українська | 51        | 14.12%   |
| болгарська | 1         | 0.28%    |
| Усього     | 225       | 100%     |

## Історія
Село було засноване духоборами між 1802 і 1808 роками.
До кінця XIX століття Троїцьке стало великим селом. Станом на 1886 рік в селі Терпіннівської волості Мелітопольського повіту Таврійської губернії мешкало 1836 осіб, налічувалось 249 дворів, існували православна церква та школа, відбувались базари по понеділках.
Страшною катастрофою для села став Голодомор 1933 року. Про його масштаби можна судити за збереженими відомостями про померлих. Протягом 1933 року внесено 178 записів про смерть. (Для порівняння, в 1931 році до серпня померло 17 осіб, в 1935 померло 24 людини, в 1936 — 16, в 1937 — 20, в 1938 — 21 чоловік.) Тільки в період з 12 по 28 червня 1933 року в дитячих яслах померло 13 дітей у віці від 3 до 9 років. У 2008 році було вирішено спорудити в селі пам'ятника дітям — жертвам голодомору, проте рішення не було реалізоване.
На початку жовтня 1941 року село було зайнято німецькими військами. Восени 1943 року через Троїцьке пройшла німецька оборонна лінія «Вотан» — потужна система укріплень по правому березі річки Молочної і далі на північ по Дніпру. Лінія «Вотан» була взята радянськими військами у вересні 1943 року, і в ході наступу в жовтні 1943 року було звільнено і Троїцьке.
В роки застою Троїцьке входило до складу колгоспу «Авангард», центральна садиба якого знаходилася в Новобогданівці. До кінця 1990-х років колгосп «Авангард» став банкрутом. В 2000 році він був перетворений в акціонерне товариство «Авангард — 2000». Тоді ж почалася розпаювання колгоспної землі. В 2002 році акціонерне товариство «Авангард — 2000» припинило своє існування.
У 2004—2006 роках село постраждало від вибухів артилерійських складів у Новобогданівці. З 2004 по 2008 рік в піщаному кар'єрі під Троїцьким проводилася планова ліквідація новобогданівських боєприпасів.
У 2007 році Троїцьке було газифіковано, що частково стало компенсацією уряду за втрати, завдані селу вибухами артилерійських складів.
До 2017 року було у складі Новобогданівської сільської ради.

## Транспорт
Село пов'язане з райцентром автобусним маршрутом «Мелітополь (Автостанція № 2) — Троїцьке».

## Об'єкти соціальної сфери
- Початкова школа. Троїцька загальноосвітня школа I ступеня розташована за адресою вул. Леніна, 49/1. У школі 16 учнів. Мова викладання українська.[11]

## Пам'ятки
- Поруч із селом знаходяться два ентомологічних заказники, Троїцький площею 17 га та Авангардівський площею 9 га. Цілинна балка Троїцького заказника й цілинний степ Авангардівського унікальні, перш за все, своєю багатою ентомофауною[12] та рослинністю[13].
- Біля села розкопані 10 курганів і виявлено 89 поховань бронзової доби (III — кінець II тисячоліття до н. е.), скіфської і сарматської епох (IV ст. до н. е. і II ст. н. е.), кочівників X—XII століть нашої ери.[14]

## Відомі люди
- Уродженцем села є Народний художник України Байдуков Олександр Васильович.
- Галуненко Олександр Васильович (нар. 1946) — льотчик-випробувач Авіаційного науково-технічного комплексу імені О. К. Антонова, Герой України.[15]
- Уроженцем села є Верьовкін Анатолій Іванович, залізничник. За свою кар'єру мав відповідні відзнаки